# Condado de Greeley (Kansas)
El condado de Greeley (en inglés: Greeley County) es un condado en el estado estadounidense de Kansas. En el censo de 2000 el condado tenía una población de 1.534 habitantes. Para 2006, se estimaba que la población del condado era de 1.331 personas, siendo así el condado menos poblado del estado. La sede de condado es Tribune. El condado fue fundado el 20 de marzo de 1873 y fue nombrado en honor a Horace Greeley, uno de los fundadores del Partido Republicano y editor del New York Tribune.

## Geografía
Según la Oficina del Censo, el condado tiene un área total de 2015 km² (778 sq mi), de la cual toda es tierra.

### Condados adyacentes
- Condado de Wallace (norte)
- Condado de Wichita (este)
- Condado de Hamilton (sur)
- Condado de Prowers, Colorado (suroeste)
- Condado de Kiowa, Colorado (oeste)
- Condado de Cheyenne, Colorado (noroeste)

## Demografía
En el  censo de 2000, hubo 1.534 personas, 602 hogares y 414 familias residiendo en el condado. La densidad poblacional era de 2,0 personas por milla cuadrada (0,8/km²). En el 2000 había 712 unidades habitacionales en una densidad de 0,9 por milla cuadrada (0,4/km²). La demografía del condado era de 93,09% blancos, 0,20% afroamericanos, 0.26% amerindios, 0,07% asiáticos, 0,13% isleños del Pacífico, 5,22% de otras razas y 1,04% de dos o más razas. 11,54% de la población era de origen hispano o latino de cualquier raza. 
La renta promedio para un hogar del condado era de $34.605 y el ingreso promedio para una familia era de $45.625. En 2000 los hombres tenían un ingreso medio de $29.018 versus $18.984 para las mujeres. La renta per cápita para el condado era de $19.974 y el 11,60% de la población estaba bajo el umbral de pobreza nacional.

## Ciudades y pueblos
- Horace
- Tribune